# Atkinsoniella steelei
Atkinsoniella steelei är en insektsart som beskrevs av Young 1986. Atkinsoniella steelei ingår i släktet Atkinsoniella och familjen dvärgstritar. Inga underarter finns listade i Catalogue of Life.